# Латтек, Удо
У́до Ла́ттек (нем. Udo Lattek; 16 января 1935, Босемб, Восточная Пруссия, Третий рейх — 1 февраля 2015, Кёльн) — немецкий футбольный тренер, многократный чемпион ФРГ. В начале 2017 года, УЕФА включила его в список десяти величайших тренеров европейского футбола с момента основания организации в 1954 году.

## Игровая карьера
Латтек играл в футбол на любительском уровне, готовясь к карьере учителя. Он не собирался играть в футбол профессионально, но в 1965 он стал ассистентом Хельмута Шёна и поехал на ЧМ-1966 в Англию.

## Тренерская карьера

### «Бавария»
14 марта 1970 года Латтек возглавил мюнхенскую «Баварию». В первом матче под его руководством была обыграна «Алемания» — 6:0. Всего Латтек до конца сезона победил в шести матчах из восьми, и «Бавария» заняла второе место. Это же место она заняла и в следующем сезоне. Но затем настала эра мюнхенцев — они выиграли три чемпионата ФРГ подряд и Кубок европейских чемпионов (был побеждён «Атлетико Мадрид»).
Чемпионат 1974 года команда начала провально: уступила «Киккерс Оффенбах» — 0:6. Всего в первом круге команда проиграла 8 матчей из 17. 2 января тренер ушёл в отставку.

### «Боруссия» (Мёнхенгладбах)
Латтек возглавил «Боруссию» перед началом сезона 1975/76. Начало снова прекрасно: два чемпионства подряд, команда доходит до финала Кубка чемпионов 1976/77. А потом команда снова покатилась: в сезоне 1978/79 команда заняла лишь 10-е место. Пилюлю подсластил Кубок УЕФА, выигранный у «Црвены звезды».

### «Боруссия» (Дортмунд)
С «Боруссией» особых успехов Латтек не добился. Шестое и седьмое места — не то, что от него требовалось. 10 мая Латтек ушёл в отставку.

### «Барселона»
«Барселона» прекрасно начала чемпионат Испании 1981/82. Но в последних четырёх турах набрала лишь 2 очка из 8, и чемпионом стал «Реал Сосьедад». Утешением стал выигрыш Кубка кубков, в финале которого «Барселона» обыграла «Стандард» (Льеж) со счётом 2:1.
4 июня 1982 года случилось историческое событие: не без помощи Латтека в «Барселону» пришёл Диего Марадона. Но тот стал лишь лишними хлопотами для тренера. 3 марта 1983 года Латтек ушёл в отставку из-за поражения от «Расинга» из Сантандера.

### Возвращение в «Баварию»
Перед сезоном 1983/84 Латтек снова стал тренером «Баварии». Возвращение стало триумфальным: три чемпионства подряд. Но в финале Кубка чемпионов 1987 «Бавария» проиграла «Порту». После окончания сезона Удо ушёл из клуба.

### «Кёльн»
К тренерской деятельности Латтек вернулся в «Кёльне». Но не сложилось. «Кёльн» стал лишь седьмым, а Удо снова в отставке.

### «Шальке-04»
В «Шальке» вышло даже хуже, чем в «Кёльне». Клуб занял лишь одиннадцатое место. Латтек надолго отходит от тренерской деятельности и комментирует футбол на телеканале DSF.

### Возвращение в «Боруссию» (Д)
19 апреля 2000 года Латтек вместе с Матиасом Заммером возглавили «Боруссию», чтобы спасти её от вылета. И паре это удаётся. «Боруссия» на 11-м месте. После этого Латтек тренерством не занимался. Газета The Times поместила его на 40-е место в списке лучших тренеров мира.

## Достижения

### Тренерские
«Бавария»
- Чемпион ФРГ (6): 1971/72, 1972/73, 1973/74, 1984/85, 1985/86, 1986/87
- Обладатель Кубка ФРГ (3): 1970/71, 1983/84, 1985/86
- Обладатель Кубка европейских чемпионов: 1973/74
- Финалист Кубка европейских чемпионов: 1986/87

«Боруссия» Мёнхенгладбах
- Чемпион ФРГ (2): 1975/76, 1976/77
- Обладатель Кубка УЕФА: 1978/79
- Обладатель Суперкубка ФРГ: 1977 (неофициально)
- Финалист Кубка европейских чемпионов: 1976/77

«Барселона»
- Обладатель Кубка обладателей кубков УЕФА: 1981/82

### Личные
- В списке лучших тренеров всех времён:
  - 19 место (по версии ESPN): 2013[4]
  - 30 место (по версии France Football): 2019[5][6]
  - 36 место (по версии World Soccer): 2013[7][8]